# Sinornithoides
Sinornithoides var en köttätande dinosaurie som levde i Kina och Mongoliet för 110 miljoner år sedan. Släktingar var Troodon och Saurornithoides. Sinornithoides beskrevs 1994. Man har hittat delar av armarna, skallen och rygg- och svanskotor.

## Beskrivning

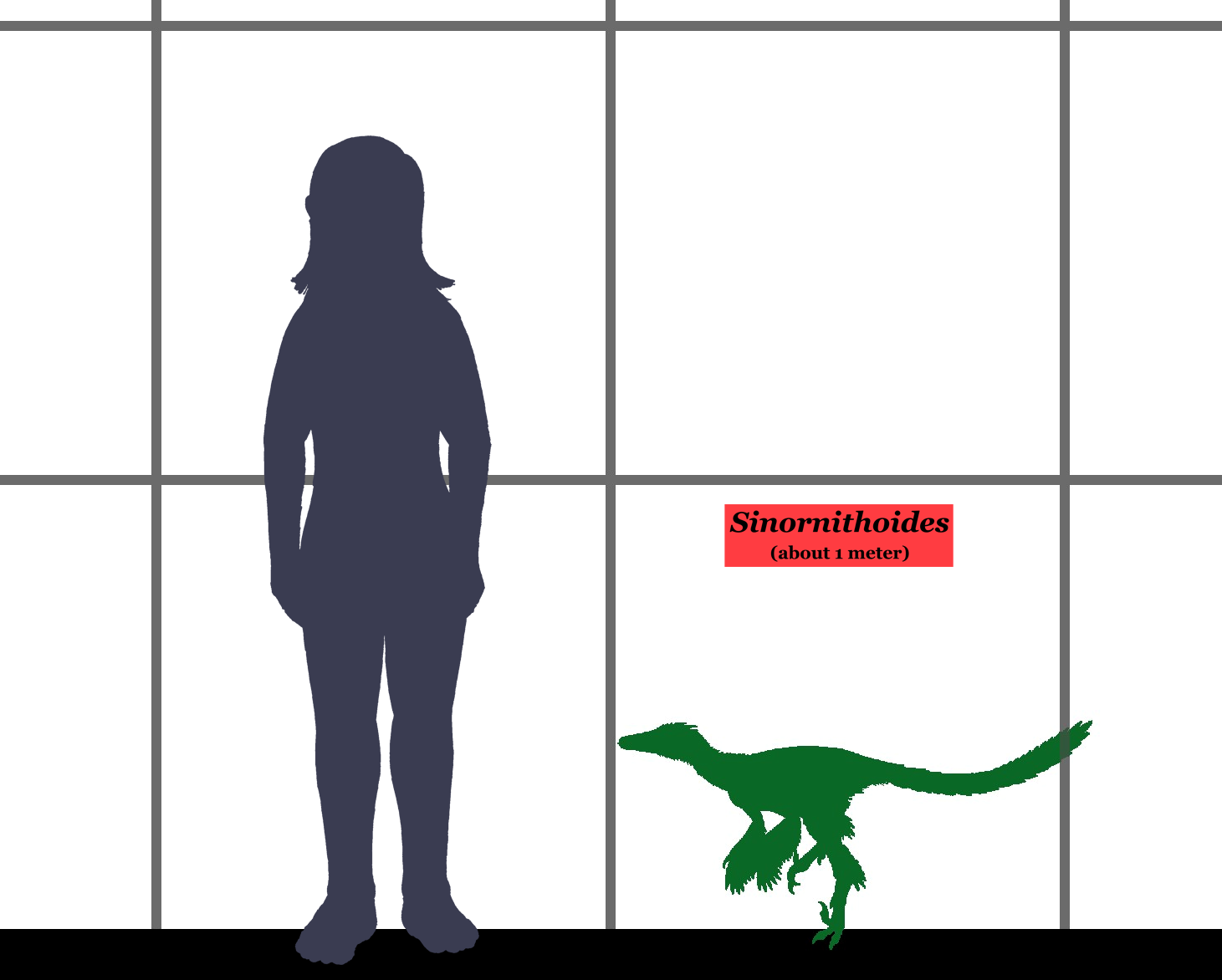
Sinornithoides storlek, jämfört med en människa.

Sinornithoides var stor som en kalkon, hade mycket långa ben och en med dinosauriers mått mätt stor hjärna. Käften var långsmal och fylld med små tänder. Den kanske åt smådjur och ödlor[källa behövs].